# San Isidro el Astillero
San Isidro el Astillero es una localidad de México localizada en el municipio de Huichapan en el estado de Hidalgo.

## Geografía
Se encuentra en la región geográfica del Valle del Mezquital. A la localidad le corresponden las coordenadas geográficas 20° 18’ 30.662” de latitud norte y 99° 33’ 38.069” de longitud oeste, con una altitud de 2566 m s. n. m. Cuenta con un clima templado subhúmedo con lluvias en verano, de menor humedad.
En cuanto a fisiografía se encuentra en la provincia del Eje Neovolcánico, dentro de la subprovincia de Llanuras y Sierras de Querétaro e Hidalgo; su terreno es de sierra y escudo de volcán. En lo que respecta a la hidrografía se encuentra posicionado en la región de Pánuco, dentro de la cuenca del río Moctezuma, y en los límites de las subcuencas de los ríos Tecozautla y Alfajayucan.

## Demografía
En 2020 registró una población de 523 personas, lo que corresponde al 1.10 % de la población municipal. De los cuales 261 son hombres y 262 son mujeres.
| Gráfica de evolución demográfica de San Isidro el Astillero entre 1990 y 2020                |
|                                                                                              |
| Población de los censos y conteos del Instituto Nacional de Estadística y Geografía (INEGI). |